# 瓦弄 (加利福尼亞州)
瓦弄（英語：Walong）是位於美國加利福尼亞州克恩縣的一個非建制地區。該地的面積和人口皆未知。

## 地理
瓦弄的座標為35°11′51″N 118°32′16″W / 35.19750°N 118.53778°W，而該地的平均海拔高度為932米（即3058英尺）。